# 克罗宗
克罗宗（法語：Crozon，法語發音：[kʁozɔ̃]）是法国菲尼斯泰尔省的一个市镇，位于该省西部，克罗宗半岛上，属于沙托兰区。

## 地理
克罗宗（48°14'43"N, 4°29'20"W）面积80.37 平方千米，位于法国布列塔尼大區菲尼斯泰尔省，该省份为法国最西部的省份，位于布列塔尼半岛西部，北西南三面环大西洋，东临阿摩尔滨海省和莫尔比昂省。
与克罗宗接壤的市镇（或旧市镇、城区）包括：阿尔戈勒、滨海卡马雷、朗韦奥克、罗斯康韦勒、滨海泰尔格吕克。
克罗宗的时区为UTC+01:00、UTC+02:00（夏令时）。

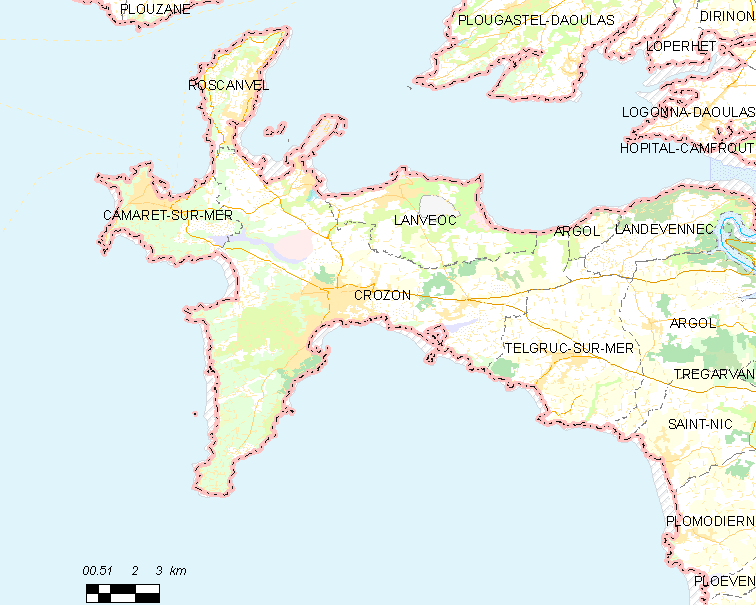
克罗宗的OSM定位图

## 行政
克罗宗的邮政编码为29160，INSEE市镇编码为29042。

## 政治
克罗宗所属的省级选区为克罗宗县。

## 人口

1962-2008年间克罗宗人口变化图示

克罗宗于2022年1月1日时的人口数量为7410人。